# 真庭市立富原小学校
真庭市立富原小学校（まにわしりつ とみはらがっこう）は、岡山県真庭市若代（わかしろ）にある公立小学校。

## 概要
当校は勝山地区の西端、新見市大佐地区との境に位置する。
児童数は2024年度時点で23人で、完全複式学級（=3学級編成）となっている。近年は減少傾向にある。

## 沿革
1875年の設立から教育制度の変遷に伴い、1947年（昭和22年）4月1日に富原国民学校を富原小学校と改名。1972年から1973年にかけて校舎や体育館を改築した。1999年4月1日には富山小学校を統合し、現在に至る。

## 通学区域
- 若代・下岩・清谷・曲り・古呂々尾中・野・高田山上・若代畝・後谷・月田本（岩坪浜田・森久を除く）・岩井谷・岩井畝・上[7]

## 進学先の中学校
- 真庭市立勝山中学校[7]

## 交通アクセス
- 姫新線富原駅から徒歩約12分（約850m）。

## 周辺
- 真庭市立富原保育園
- 若代郵便局